# Verona (Virginie)
Pour les articles homonymes, voir Verona (homonymie).
Verona est une census-designated place située dans le comté d'Augusta, dans l’État de Virginie, aux États-Unis. Lors du recensement de 2020, elle comptait 4 398 habitants.